# San Javier (Santa Cruz)
San Xavier es una localidad y un municipio de Bolivia, ubicado en la provincia Ñuflo de Chaves del departamento de Santa Cruz. Es una parte importante del conjunto misional.
Se encuentra ubicado a 220 km de la ciudad de Santa Cruz de la Sierra, capital del departamento, y se halla a una altitud promedio de 540 m s. n. m. El municipio tiene una superficie de 3.850 km² y cuenta con una población de 13.620 habitantes (según el Censo INE 2012).
Fundada en 1691 por el Padre José de Arce, San Xavier fue la primera misión jesuítica que establecieron los en la región de Chiquitos, y su iglesia fue diseñada y construida entre 1749 y 1752 por el jesuita suizo, músico y arquitecto Martín Schmid.
San Xavier, como el resto de las Misiones jesuitas de Chiquitos, fue declarada Patrimonio Cultural de la Humanidad por la UNESCO en 1990.

## Historia
San Xavier es considerado el primer asentamiento misional que establecieron los padres jesuitas en la región chiquitana. Desde San Xavier se fueron fundando los siguientes pueblos y misiones jesuitas de Chiquitos, y allí tuvo su residencia el superior de la misión hasta la expulsión de los jesuitas.
El municipio fue creado según Ley el 16 de septiembre de 1915.

## Economía
Este municipio posee un potencial ganadero y lechero que se beneficia de las grandes extensiones de tierras aptas para este rubro, por lo cual es denominado como la "capital lechera de Santa Cruz". Sus derivados permiten la producción de queso, horneados y dulces que son vendidos en el mercados local y nacional. La Planta Elaboradora de Queso de San Xavier procesa más de 5.000 litros de leche diariamente para obtener queso, yogur y mantequilla. Es la cuenca lechera más importante del departamento, además de ser la primera fábrica del país que industrializa el queso criollo y fundido para untar.

## Demografía
De acuerdo con el censo boliviano de 2024, la población del municipio de San Javier es de 14 897 habitantes.
La población del municipio se duplicó entre 1992 y 2024, mientras que la población de la localidad se más que duplicado en entre 1992 y 2012:
| Año  | Habitantes (municipio) | Habitantes (localidad) | Fuente     |
| ---- | ---------------------- | ---------------------- | ---------- |
| 1992 | 7 310                  | 3 166                  | Censo 1992 |
| 2001 | 11 316                 | 6 048                  | Censo 2001 |
| 2012 | 13 620                 | 7 119                  | Censo 2012 |
| 2024 | 14 897                 |                        | Censo 2024 |

## Transporte
Por la vía terrestre se conecta al este con la localidad de San Ignacio de Velasco a través de la Ruta 10, mientras que hacia el interior del país se conecta hacia el sur por la misma carretera, que luego empalma con la Ruta 9.